# Chiesa di Sant'Oliva (Alcamo)
La chiesa di Sant'Oliva è una chiesa cattolica che si trova ad Alcamo, in provincia di Trapani.

## Storia
La fondazione della chiesa di Sant'Oliva risale al 1533. Inizialmente la chiesa era divisa in tre navate, in stile gotico-catalano.
Nel 1687 venne fondata nella chiesa la congregazione notturna dei Sette Dolori, costituita da artisti.
Nel 1724 la chiesa venne ricostruita nelle forme attuali, a pianta longitudinale con un'unica navata, su disegno dell'architetto trapanese Giovanni Biagio Amico.
Dopo la sua edificazione, tale chiesa diede il nome alla piazza in cui si affaccia (dal lato dell'ingresso principale), che venne chiamata piano Sant'Oliva.
Nel XVII secolo la piazza venne allargata con la costruzione della ex chiesa di Santa Maria dello Stellario (ultimata nel 1625) e successivamente della chiesa del collegio dei gesuiti (1684). Probabilmente durante questo periodo la piazza viene ridenominata in "piazza Maggiore": tale nome rimase fino al 1875, quando venne cambiato nell'odierna denominazione piazza Ciullo.
Nel 1927 venne fondata nella chiesa la congregazione di Santa Rita, a cui seguì nel 1933 la congregazione di Maria Santissima Addolorata. Nel 1949 inoltre l'Azione Cattolica ha iniziato la sua attività all'interno della chiesa.
Nella notte fra il 7 e 8 agosto del 1987, un incendio divampò nella chiesa distruggendo il soffitto, che venne ricostruito dopo alcuni anni grazie all'attività della Sovrintendenza ai Beni culturali per la Sicilia.
Nel 1990 sono stati svolti diversi restauri delle opere all'interno della chiesa, tra cui sculture, dipinti, i due organi lignei, cornici in stucco dorate e alcuni arredi in legno.

## Descrizione e opere

Pianta della chiesa di Sant'Oliva
A: porta principale
B: porta laterale
C: uscita dalla parte del campanile
D: entrata della sagrestia
E: uscita secondaria
1-4: cappelle nella navata sinistra
5: abside
6-9: cappelle nella navata destra.

La chiesa è provvista di due portali: quello principale si affaccia sulla piazza Ciullo, mentre il portale laterale, al di sopra del quale è posizionata una statua di sant'Oliva, si affaccia su corso VI Aprile. Inizialmente era presente un portale principale risalente al 1572. Dopo l'acquisizione di alcuni fondi in concomitanza con il Giubileo del 2000, entrambi i portoni della chiesa vennero sostituiti con altri due in bronzo dorato realizzati dall'architetto Vincenzo Settipani, che rappresentano Gesù che entra nel Cenacolo a porte chiuse (sull'ingresso principale) e L'ingresso di Gesù a Gerusalemme (sull'ingresso laterale).
Su un angolo della chiesa attiguo al corso VI Aprile si innalza la torre campanaria, sprovvista di cuspide.

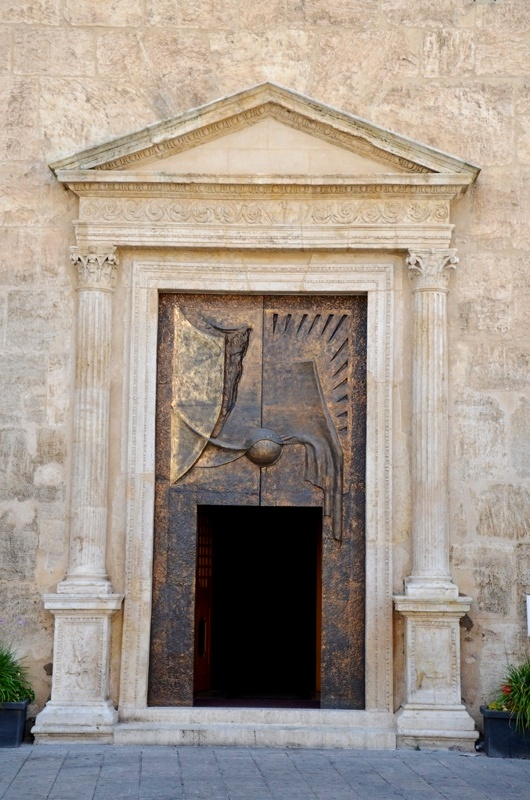
Portale principale
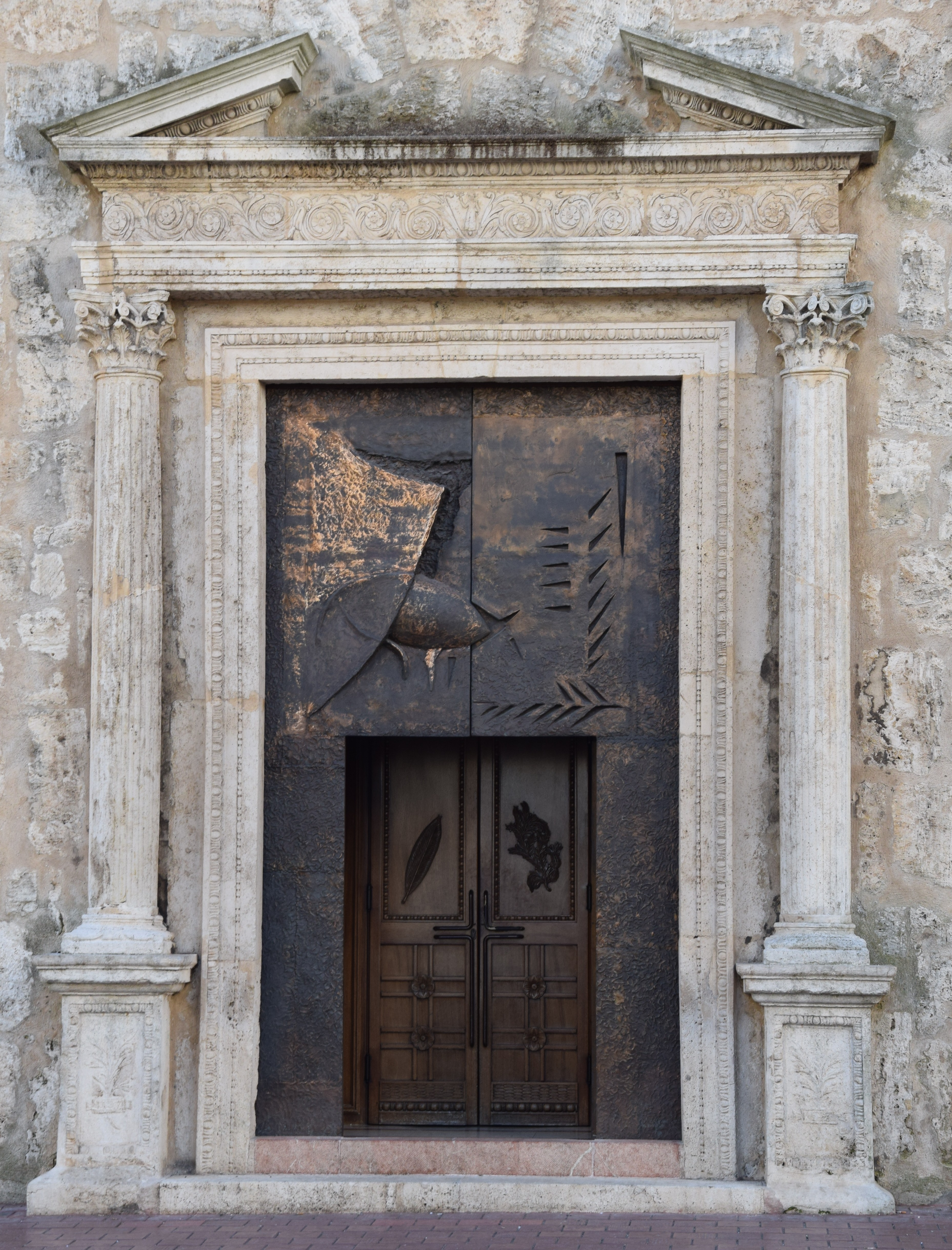
Portale laterale
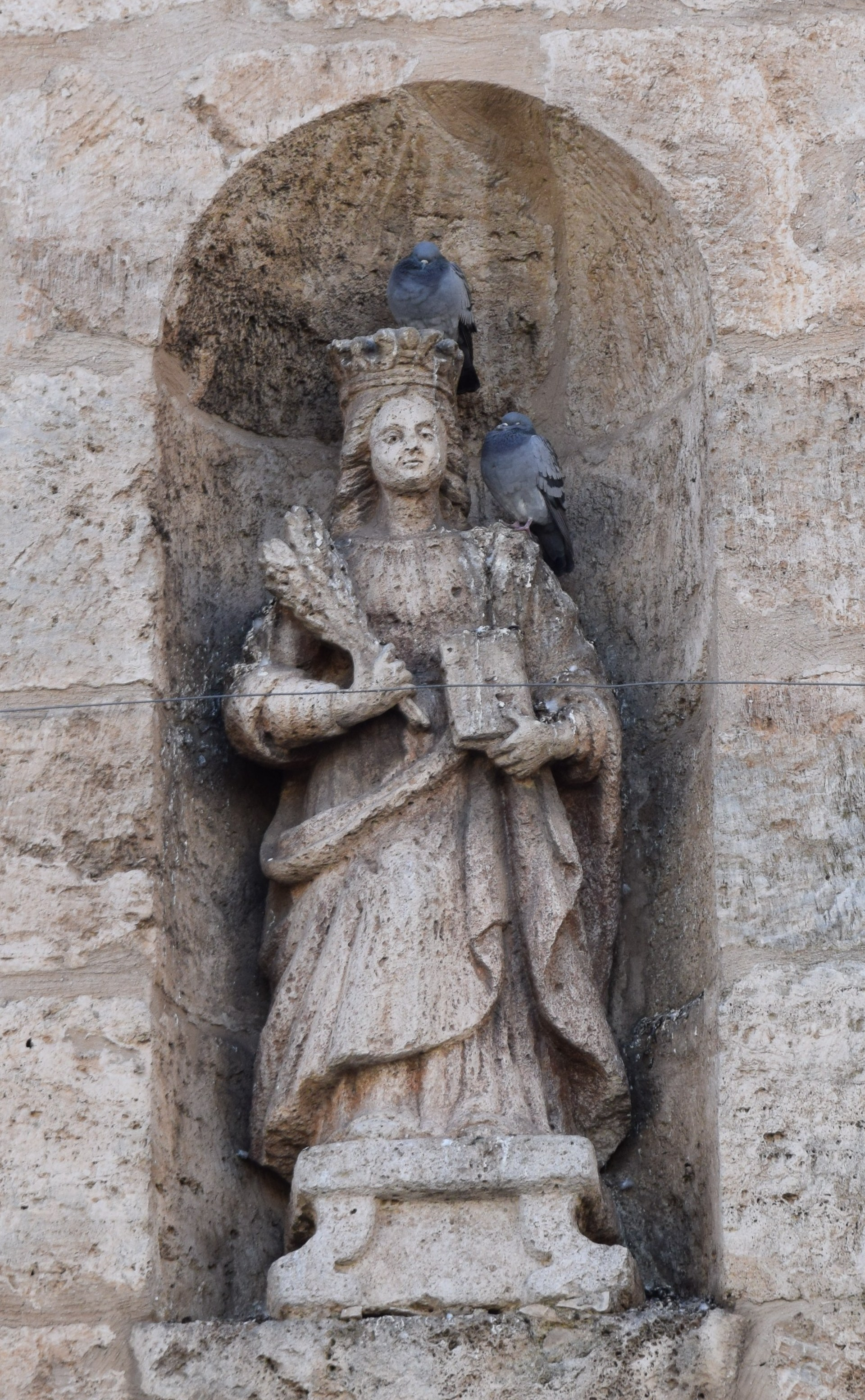
Statua di Sant'Oliva (nicchia sul portale laterale)
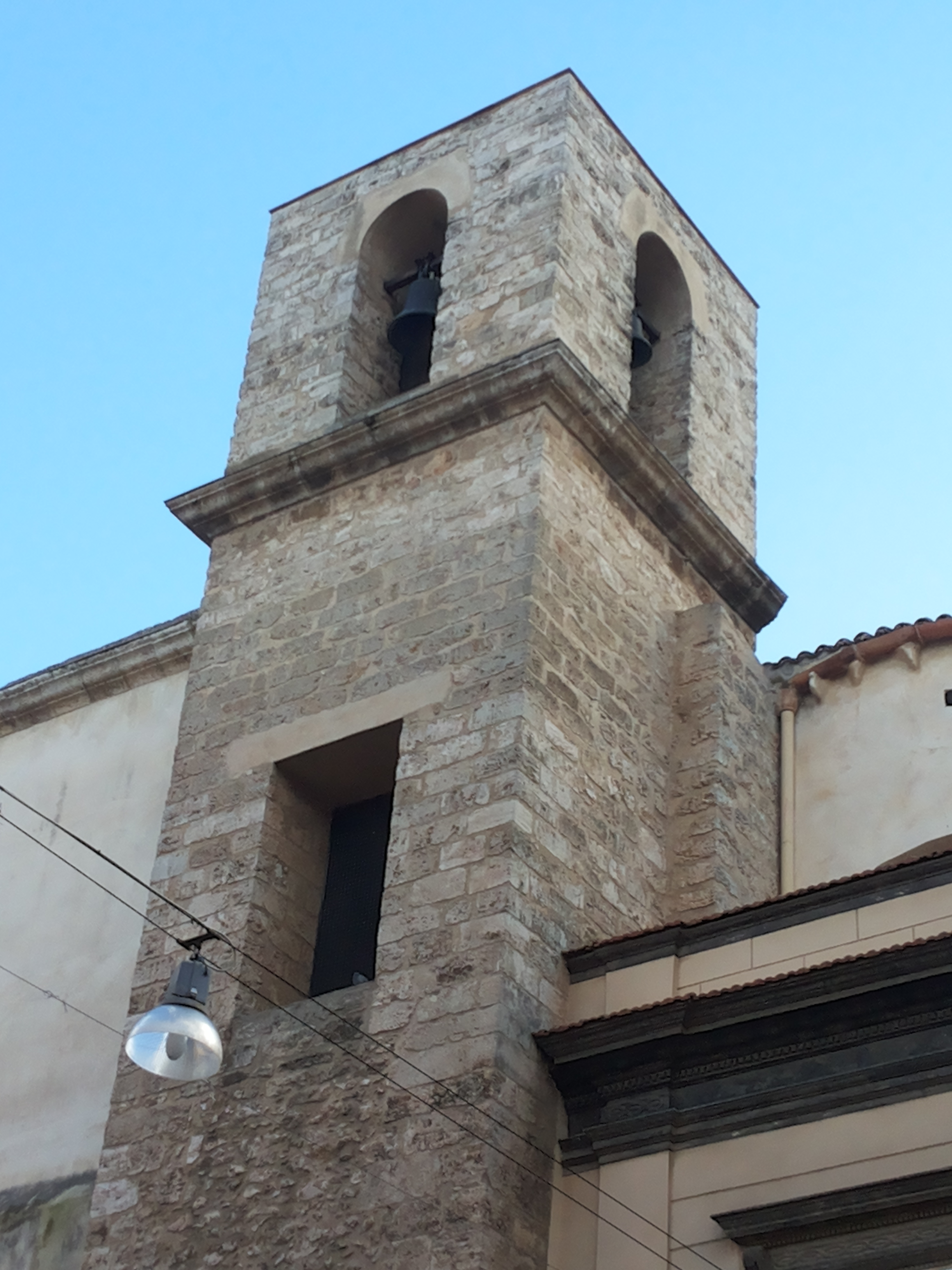
Torre campanaria

La chiesa contiene al suo interno altari di marmi policromi opera di Mariano e Simone Pennino. Le pareti sono ornate da stucchi creati da Gabriele Messina nel 1756 e da Francesco e Giuseppe Russo nel 1771.
Sull'altare maggiore è collocata una tela intitolata Le anime del Purgatorio liberate per il sacrificio della messa, dipinta nel 1639 da Pietro Novelli su commissione dei congregati del Purgatorio.
All'interno della chiesa sono inoltre collocate le seguenti sculture:
- L'Annunciazione, gruppo marmoreo scolpito nel 1545 da Antonino e Giacomo Gagini,[1] proveniente dalla chiesa dell'Annunziata;[10] Fonte battesimale di Salvatore Occhipinti del 1947
- la statua di sant'Eligio in marmo bianco di Carrara, scolpita da Filippo Pennino nel 1776 su commissione dei confrati di Sant'Eligio;[9] prima del 1577 l'altare di Sant'Eligio apparteneva alla Maestranza dei fabbri ferrai;[3]
- Crocifisso in legno, realizzato da Giovan Pietro D'Angelo di Erice: dal 1954 vi si trova anche la statua lignea dell'Addolorata di Lorenzo Curti;
- Madonna del Rifugio, statua in marmo probabile opera di Filippo Pennino;
- la statua in marmo dedicata a sant'Oliva, opera di Antonello Gagini del 1511,[1][11] commissionata dai confrati di Sant'Oliva;[9][12]
- la statua di san Giuseppe con il Bambino Gesù, collocata nell'altare appartenente alla Maestranza dei falegnami (o "fabri lignarii") e alla Maestranza dei bottai;[3] la creazione di tale statua è attribuita a Girolamo Bagnasco a metà dell'Ottocento;[13]
- la statua lignea di Maria Santissima dei Miracoli, opera di Luigi Santifaller (1949).[14]
- la statua lignea raffigurante santa Rita, opera di Luigi Santifaller (1962);[15]
- la statua in marmo di san Luca, opera dei Gagini;[1]
- la statua in marmo di sant'Angelo, anch'essa opera dei Gagini;[1]
- Due acquasantiere, ai lati dell'entrata, opere di Mariano Pennino (1774)

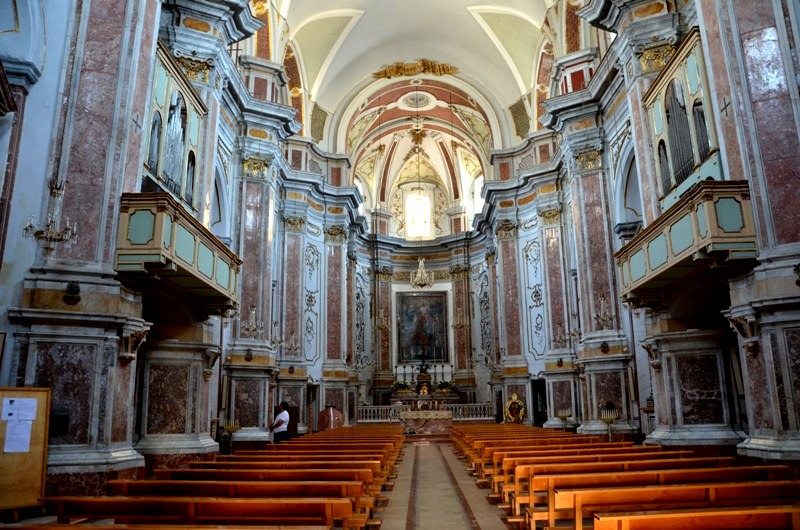
Interno della chiesa
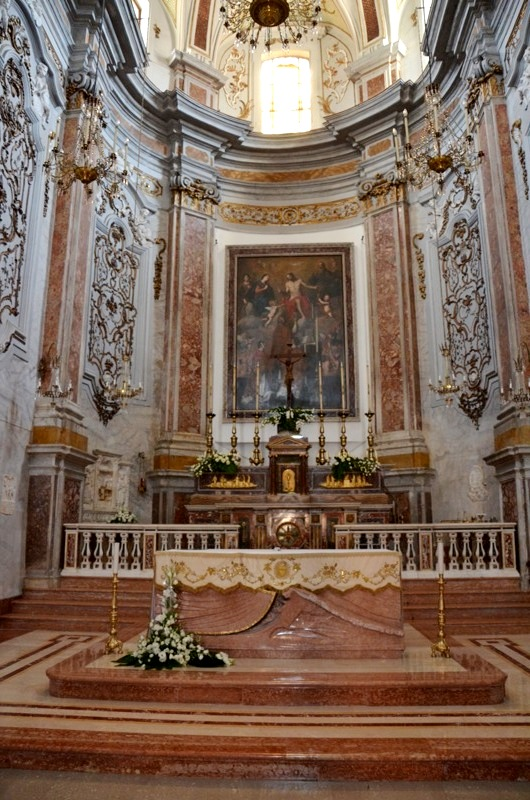
Altare maggiore
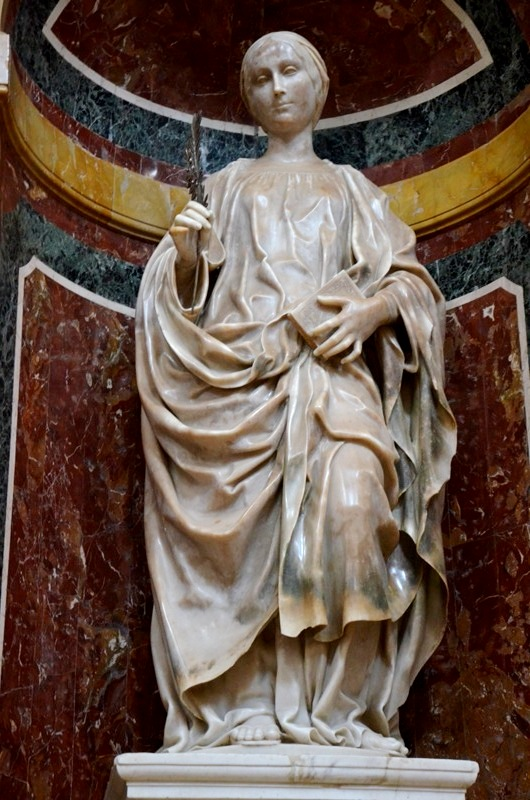
Statua di sant'Oliva
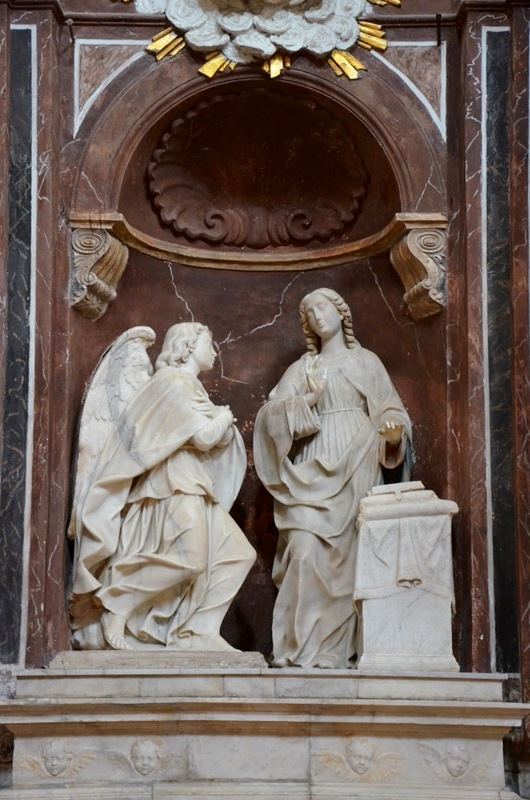
L'Annunciazione
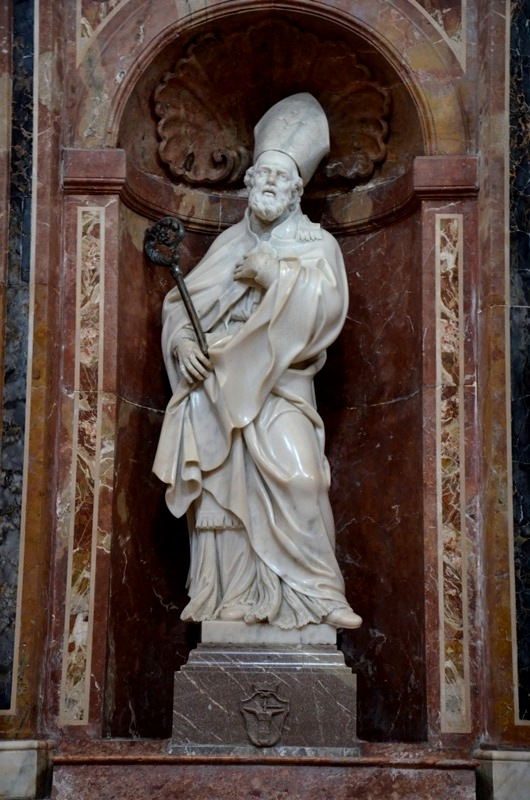
Sant'Eligio
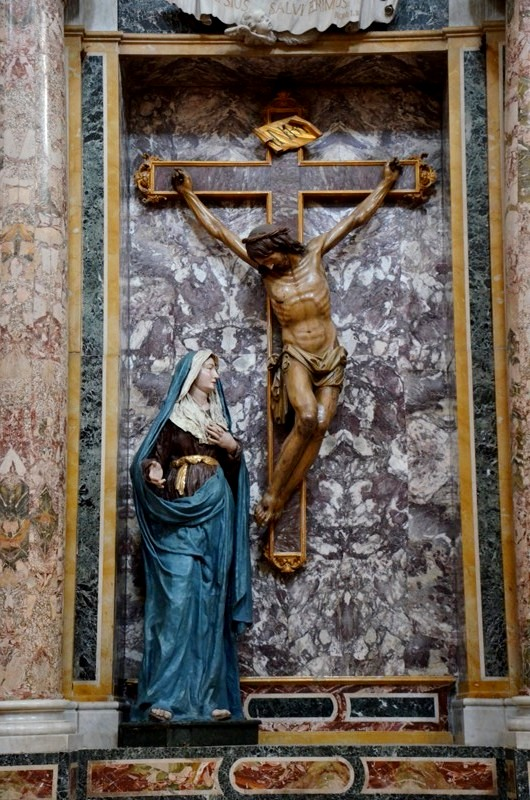
Cappella del Crocifisso e dell'Addolorata
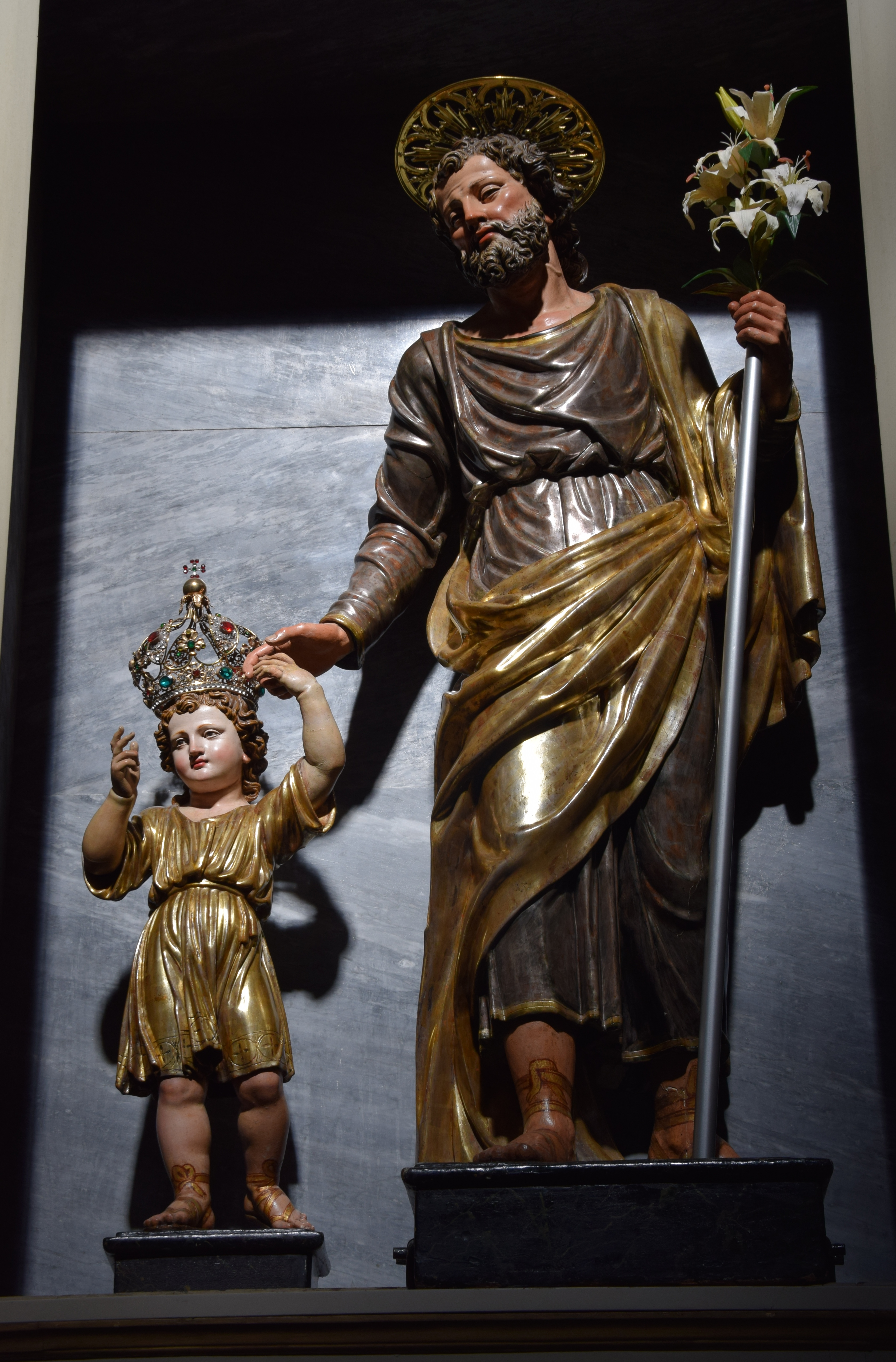
San Giuseppe e il Bambino
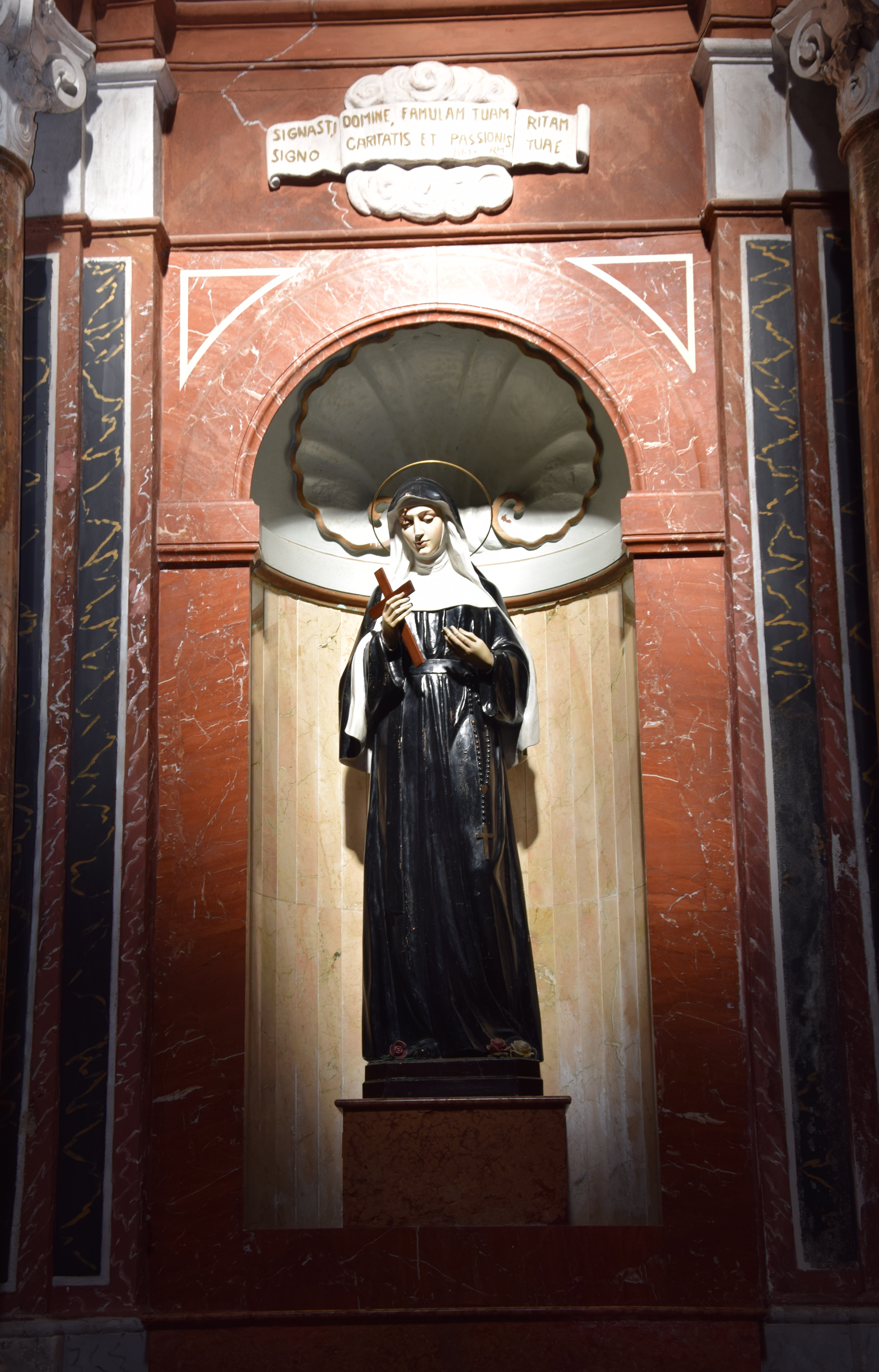
Santa Rita
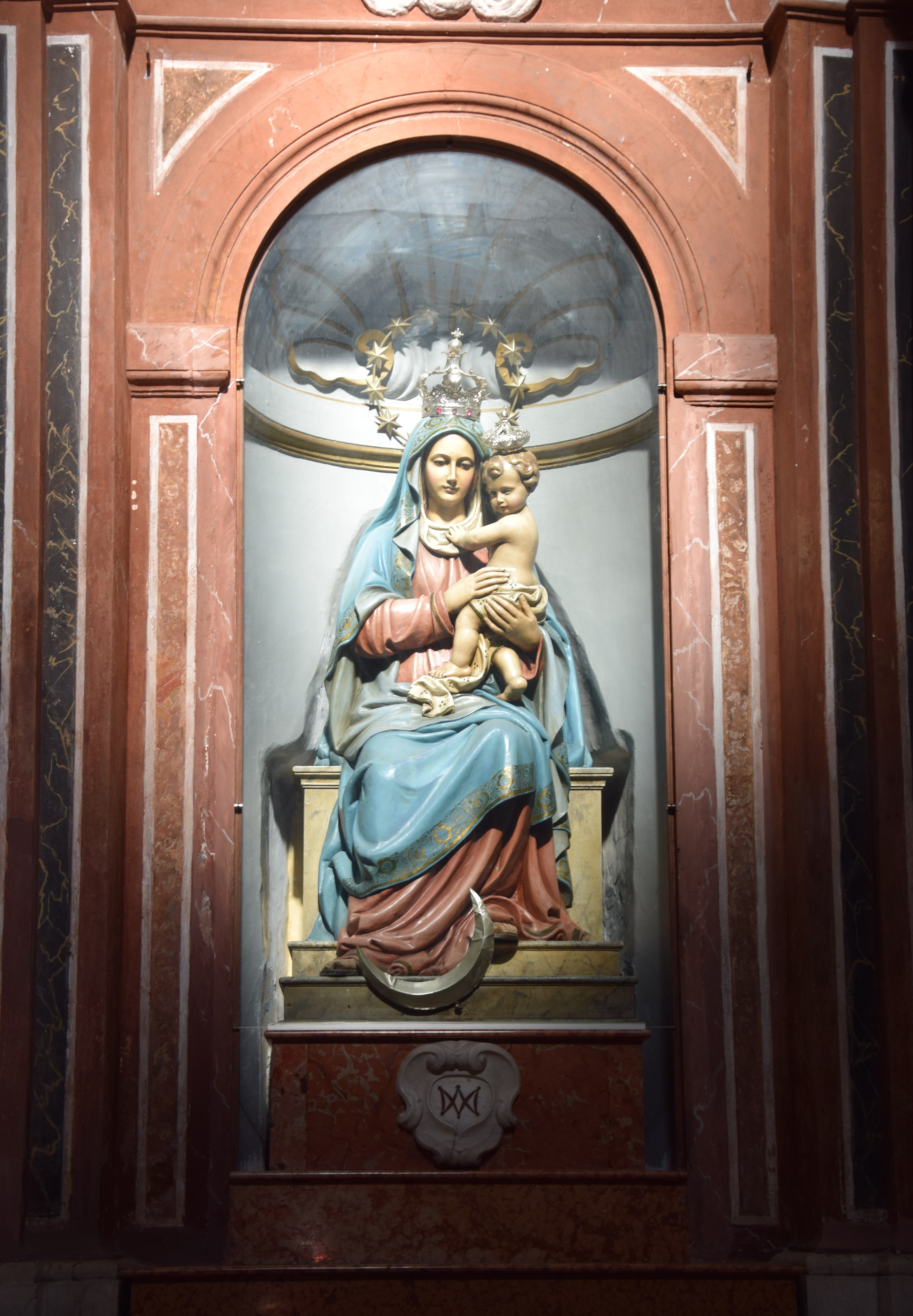
Maria Santissima dei Miracoli